# Jackson Scholz
Jackson Scholz (Estados Unidos, 15 de marzo de 1897-26 de octubre de 1986) fue un atleta estadounidense, especialista en la prueba de 200 m en la que llegó a ser campeón olímpico en 1924.

## Carrera deportiva
En las Olimpiadas de Amberes 1920 ganó el oro en los relevos de 4 x 100 metros lisos, con un tiempo de 42.2 segundos que fue récord del mundo, por delante de Francia y Suecia (bronce).
Cuatro años después, en los JJ. OO. de París 1924 ganó la medalla de oro en los 200 metros, con un tiempo de 21.6 segundos que igualaba el récord olímpico, por delante de su compatriota Charles Paddock y del británico Eric Liddell; y también ganó la plata en los 100 metros, empleando un tiempo de 10.7 segundos, llegando a meta tras el británico Harold Abrahams que con 10.6 s igualaba el récord olímpico, y por delante del neozelandés Arthur Porritt (bronce con 10.8 segundos).